# Martha Wissmann
Martha Wissmann (* 19. April 1910; † 16. August 1989 in Hannover; Geburtsname: Heinicke; Schreibweise auch Wißmann) war eine deutsche Fürsorgehelferin, kommunale Sozialpolitikerin (SPD) und Vorsitzende des Müttergenesungswerks.

## Leben
Nach dem Ende des Zweiten Weltkrieges war Martha Wissmann noch unter der Britischen Besatzung eine der Mitbegründerinnen der Arbeiterwohlfahrt (AWO) in Hannover. Obwohl damals häufig Männer die Führungs-Positionen in der AWO besetzten, „so waren es doch die Frauen, die die Arbeiterwohlfahrt stützten, formten und ihr ihre Einmaligkeit für die damalige Zeit verliehen.“ So wirkte Wissmann hier ebenso wie Grete Hofmann, Emmy Lanzke, Minna Lubitz, Helene Simons und Martha Korell.
Wissmann kümmerte sich ab dem Jahr 1946 als Fürsorgehelferin im hannoverschen Sozialamt um die Kleiderversorgung und um traumatisierte Kinder. Nach 1950 wurde sie Mitglied im Jugendwohlfahrtsausschuss und übernahm ein Amt als Jugendschöffin. Zudem war sie Vorsitzende des Müttergenesungswerks.

## Auszeichnungen
- Elly Heuss-Knapp-Medaille
- 1971: Marie-Juchacz-Plakette

## Würdigungen
- 1998 Straßenbenennung: Martha-Wissmann-Platz im Stadtteil Hannover Linden-Süd[3]